# Интегрин бета-4
Интегрин бета-4 (β4, CD104) — мембранный белок, гликопротеин из надсемейства интегринов, продукт гена ITGB4.

## Функции
Интегрин альфа-6/бета-4 (α6β4) является рецептором для ламинина. Играет критическую роль в формировании гемидесмосом эпителиальных клеток. Необходим для регулирования полярности и подвижности кератиноцитов.

## Структура
Интегрин бета-3 — крупный белок, состоит из 1795 аминокислот, молекулярная масса белковой части — 202,2 кДа. N-концевой участок (683 аминокислоты) является внеклеточным, далее расположен единственный трансмембранный фрагмент и большой (в отличие от большинства интегринов) внутриклеточный фрагмент (1089 аминокислот). Внеклеточный фрагмент включает от 1 до 5 участков N-гликозилирования. Цитозольный фрагмент содержит 4 фибронектино-подобных доменов III типа и 7 участков фосфорилирования.
Интегрин бета-4 образует гетеродимерный комплекс, связываясь с альфа-субъединицей альфа-6. Внутриклеточный фрагмент взаимодействует с COL17A1, изоформа бета-4а взаимодействует с DST. Взаимодействует с RAC1.

## Тканевая специфичность
Интегрин альфа-6/бета-4 экспрессирован преимущественно в эпителии. Изоформа бета-4D представлена в толстом кишечнике и плаценте, а изоформа бета-4E — в эпидермисе, лёгких, двенадцатипёрстной кишке, сердце, селезёнке и желудке.

## Патология
Нарушения гена ITGB4 приводят к летальному буллёзному эпидермолизу, наследственному аутосомальному рецессивному заболеванию, которое проявляется в поражении кожи, ногтей, слизистой и системы пищеварения и часто приводит к смертельному исходу. 
Нарушения гена также приводят к генерализованному атрофическому буллёзному эпидермолизу, более лёгкой форме заболевания, которая проявляется в поражении кожи, волос и зубов, но не является летальной формой.

## См.также
- Интегрины
- Кластер дифференцировки